# Yōsuke Fujigaya
Yōsuke Fujigaya (jap. 藤ヶ谷 陽介 Fujigaya Yōsuke; ur. 13 lutego 1981) – japoński piłkarz. Obecnie występuje w Gamba Osaka.

## Kariera klubowa
Od 1999 do występował w klubach Consadole Sapporo, Gamba Osaka i Júbilo Iwata.

## Kariera reprezentacyjna
W 2001 roku Yōsuke Fujigaya zagrał na Mistrzostwach Świata U-20.